# Dušan Horváth
Dušan Horváth (* 31. října 1964) je bývalý český fotbalista, útočník.

## Fotbalová kariéra
Hrál za Baník Ostrava, Duklu Praha, ZVL Žilina, SKP Fomei Hradec Králové, kyperský EPA Larnaca, FC Karviná a německou nižší soutěž za Alemannii Aachen a Bonner SC. V Poháru UEFA nastoupil ve 4 utkáních proti Aston Ville a Dynamu Kyjev. V roce 1983 hrál na mistrovství světa do 20 let v Mexiku.